# گوموش‌سو (بایبورد)
گوموش‌سو {{ترکی|Gümüşsu) (به ارمنی: Ախսունկխան) (به کردی: Axsûnk) یک منطقهٔ مسکونی در ترکیه است که در بایبورد واقع شده‌است. گوموش‌سو ۱۵۲ نفر جمعیت دارد.